# Epitaph für Walter von Bopfingen

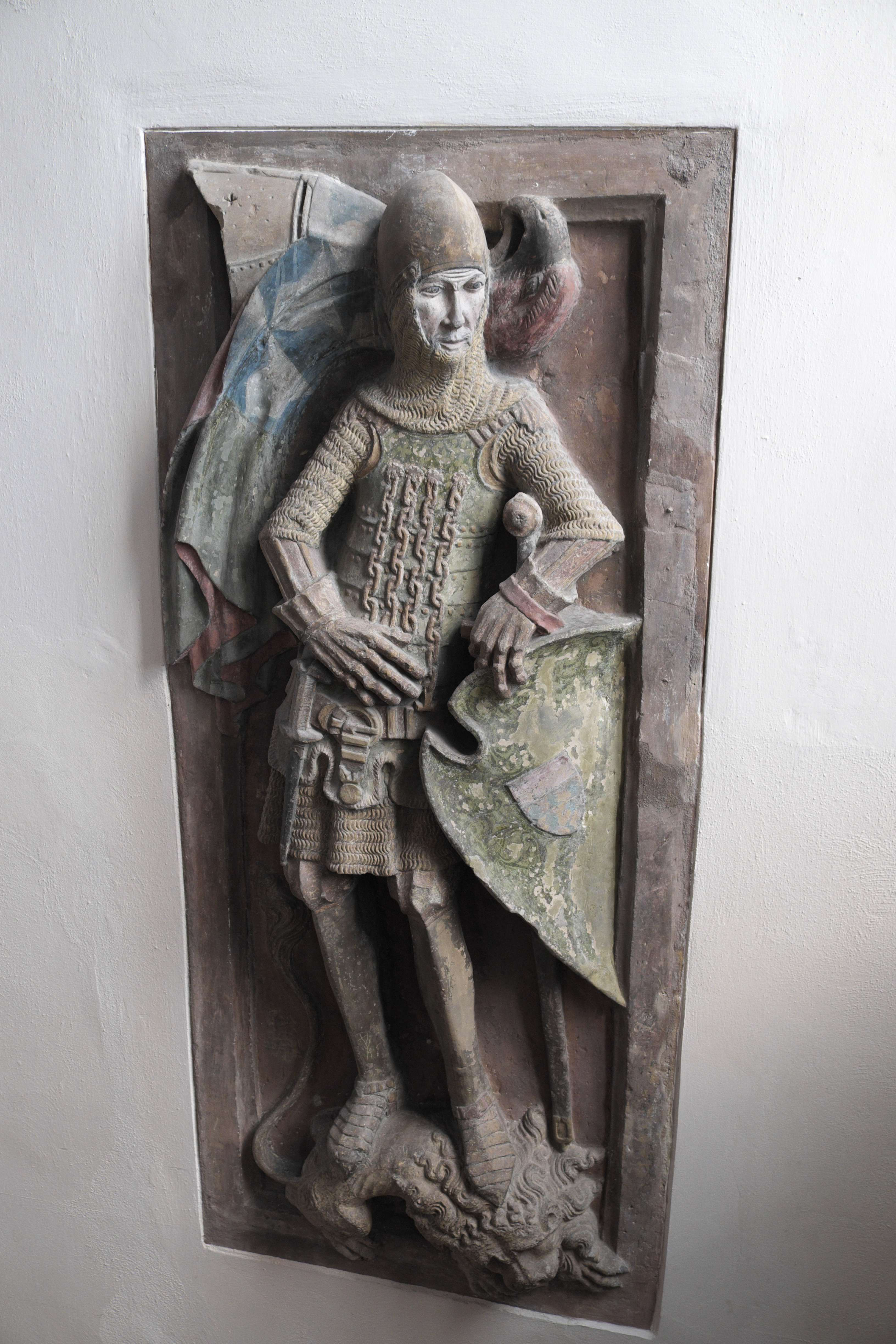
Epitaph für Walter von Bopfingen

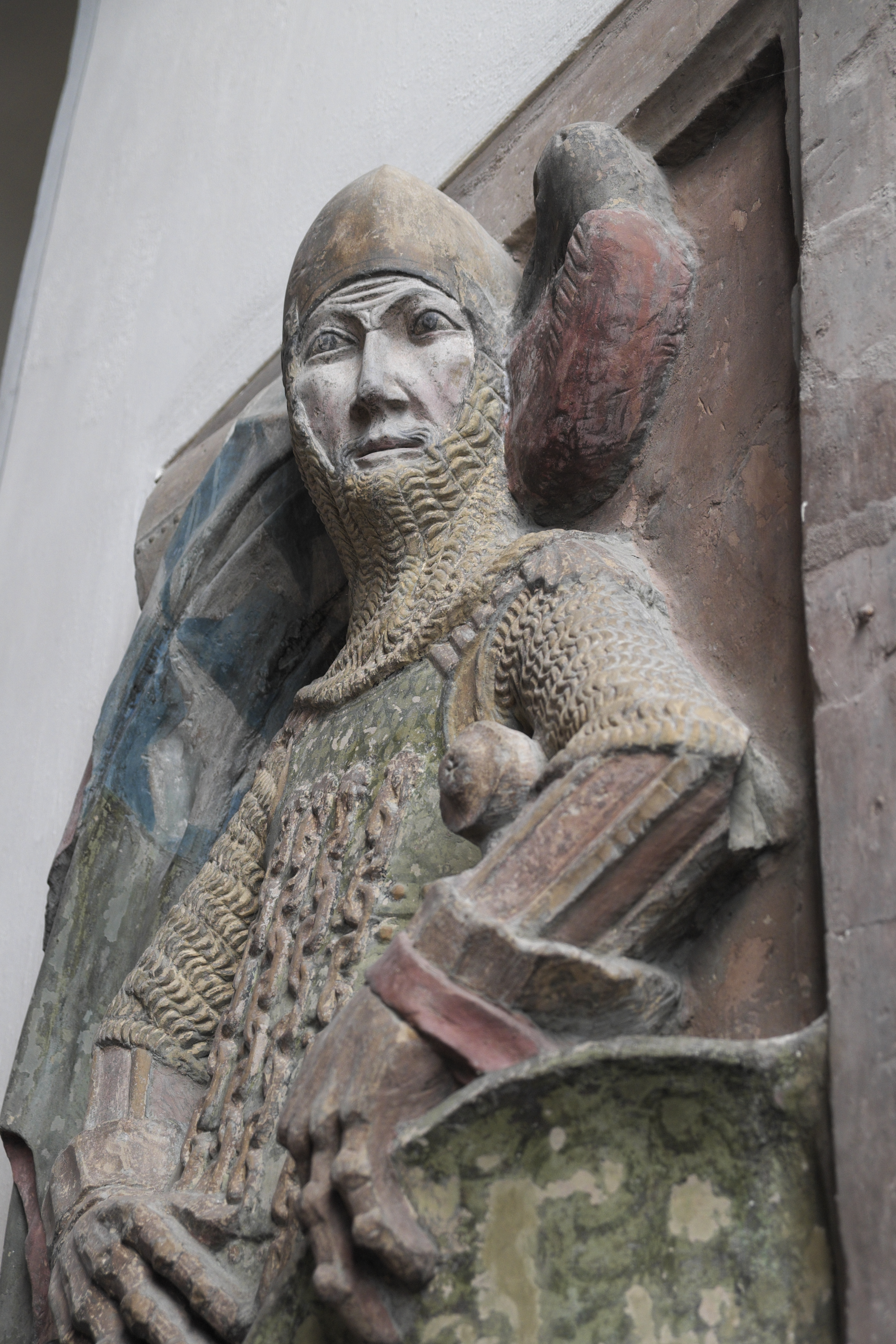
Ausschnitt

Das Epitaph für Walter von Bopfingen befindet sich in der Stadtkirche St. Blasius in Bopfingen im baden-württembergischen Ostalbkreis (Deutschland). 

## Beschreibung
Das Epitaph für den Ritter Walter von Bopfingen († 1336), einem Vertreter des Bopfinger Adels, befindet sich rechts vom Chorbogen. Es ist von hoher künstlerischer Qualität und zeigt den Ritter in Kettenhemd, mit Brustpanzer und Handschuhen, auf sein Schwert gestützt. Hinter seinem Kopf befindet sich quer der Turnierhelm mit Adlerkopf. Auf der Stirn des Walter von Bopfingen sind tiefe Falten zu sehen. Der Ritter mit Schild steht auf einem besiegten Löwen. Das polychrome Epitaph ist sehr gut erhalten. 

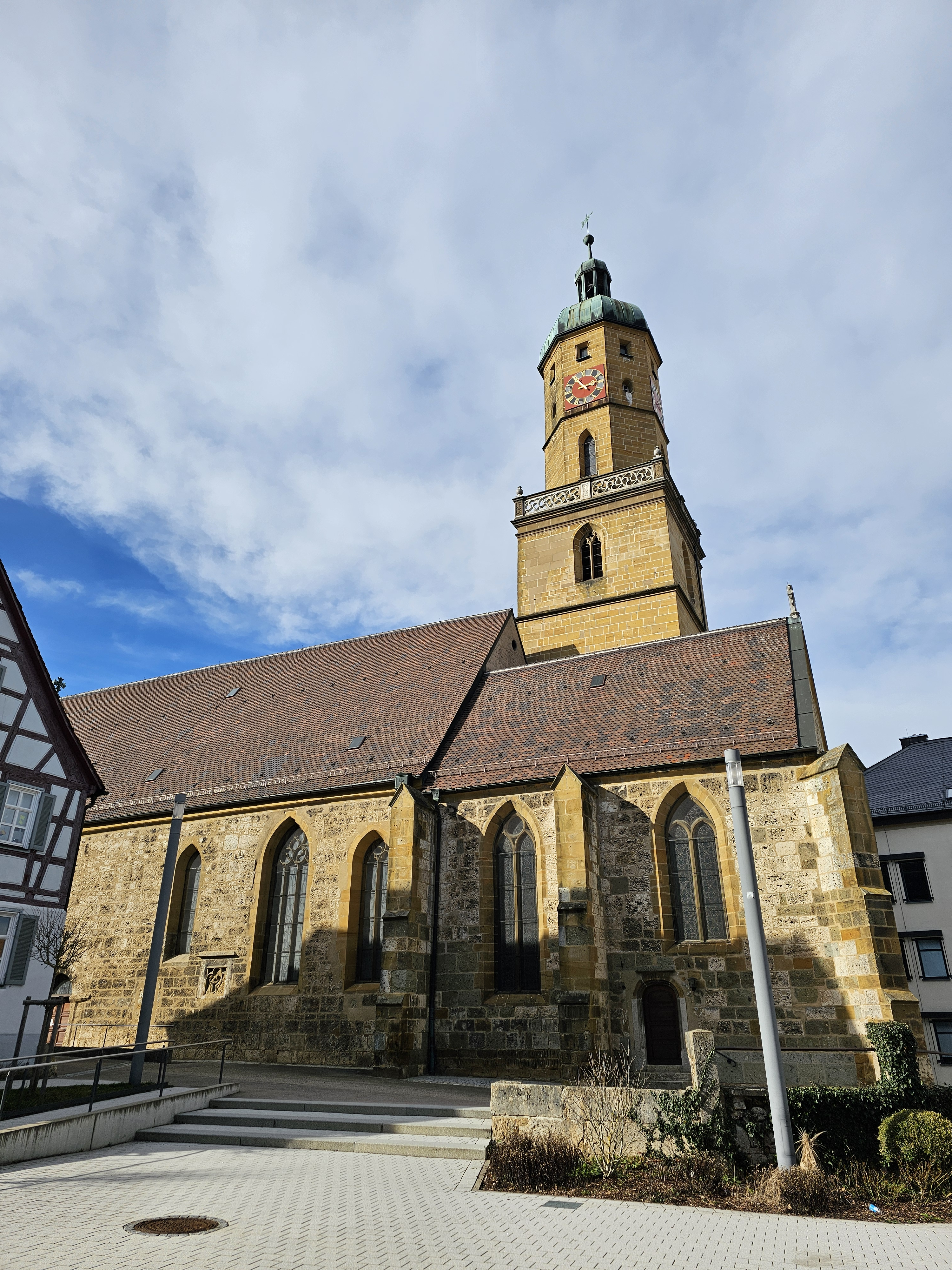
Stadtkirche St. Blasius
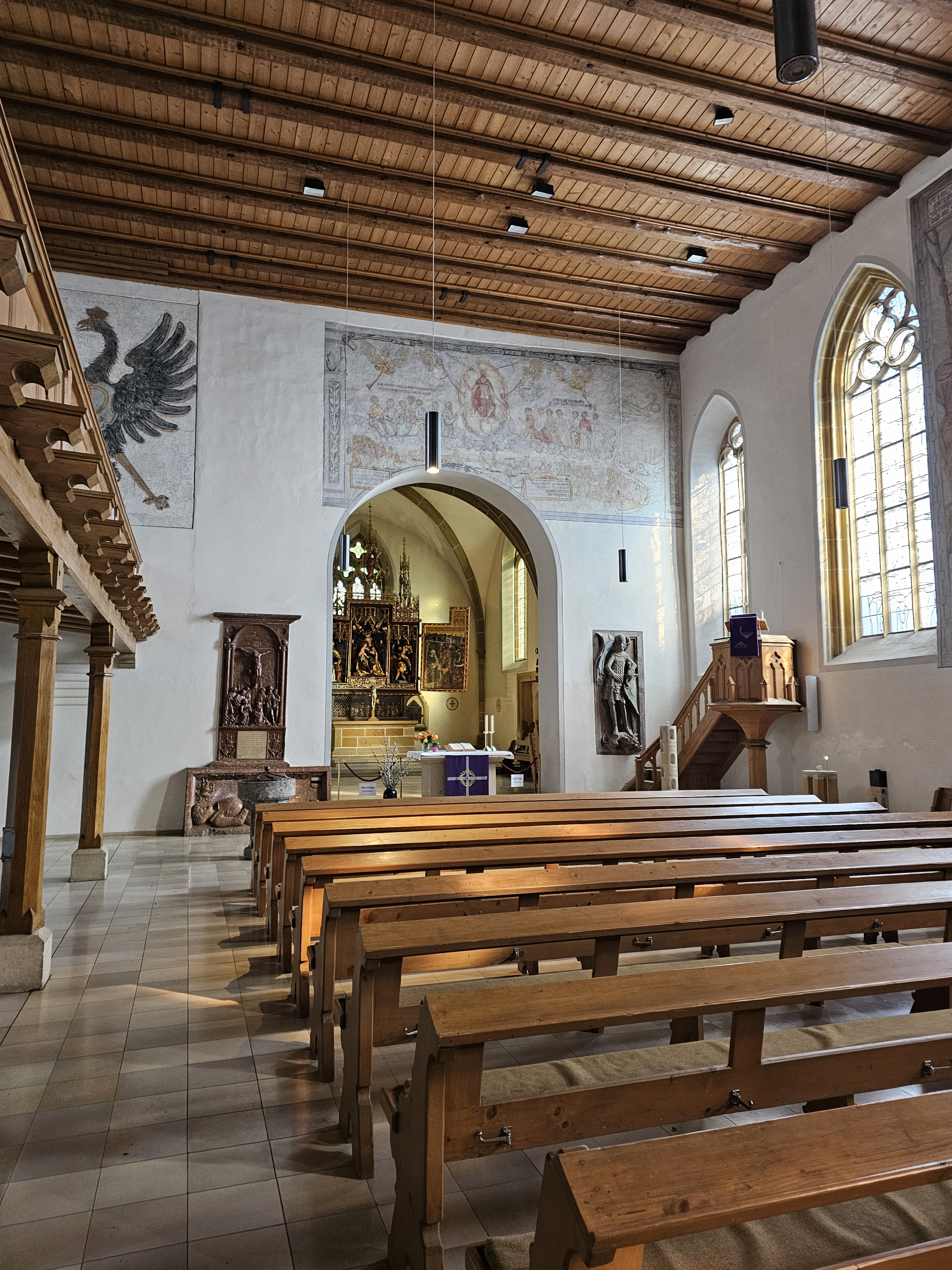
Innenraum, links und rechts des Chorraums befinden sich Epitaphien (Rechts das des Walter von Bopfingen)